# Sistema padrino
O sistema padrino, ou patronagem na cultura e política das Filipinas, é um sistema de valores no qual os indivíduos obtêm favor, promoção ou nomeação política por meio de afiliação familiar (nepotismo) ou amizade (clientelismo), em vez de com base no mérito. O sistema remonta ao período colonial espanhol, quando os filipinos eram frequentemente obrigados a obter o favor de um oficial espanhol ou de um filipino rico, normalmente um frade, para garantir uma posição governamental ou melhorar sua posição social ou econômica. No centro desse sistema está o padrino, um patrocinador ou apoiador influente que usa seu poder ou conexões para garantir oportunidades para outros. O sistema padrino também tem sido fonte de inúmeras controvérsias e é amplamente associado à corrupção.

## No poder executivo
No poder executivo, o sistema padrino pode ser observado na nomeação de funcionários, onde a lealdade ao partido político do presidente, aos seus apoiadores ou aos contribuintes de campanha frequentemente desempenha um papel significativo. Essa prática tem levantado preocupações sobre seu impacto na meritocracia e no profissionalismo do serviço público.

## No poder legislativo
A Constituição das Filipinas, de muitas maneiras, lançou as bases contra o nepotismo, o fisiologismo e o governo oligárquico de poucos.
A questão das dinastias políticas sempre foi abordada, especialmente durante as eleições, mas o assunto tem sido muito incômodo e evitado por políticos que também têm cônjuges, filhos ou parentes em cargos.

## Nas Forças Armadas
Muitas vezes, para obter uma patente ou cargo mais alto, era preciso pelo menos ter conhecido ou feito amizade com um oficial de alta patente para ser promovido. Os altos cargos, tanto nas forças armadas quanto na polícia, são vistos como recompensas para oficiais que demonstraram, sobretudo, lealdade pessoal e politica.